# Кленсі Віггам
Шеф поліції Кленсі Віггам (англ. Police Chief Clancy Wiggum) — один з вигаданих персонажів мультсеріалу Сімпсони. Шеф поліції Віггам є одним з популярних персонажів серіалу, своєрідним втіленням найпоширенішого американського стереотипу щодо поліціянтів.

## Основні дані
Кленсі Віггам працює начальником поліції міста Спрингфілд. Цей образ був задуманий як втілення поширеного стереотипу про поліціянтів — так у серіалі він має цілий набір різноманітних вад: він надзвичайно товстий, лінивий, недолугий невіглас, якому більше подобаються пончики з кавою, ніж його робота. Попри те, що він дуже часто підкреслює важливість своєї роботи, насправді робить її абияк, не звертаючи увагу ні на права громадян, ні на громадську безпеку. Так, як і більшість інших працівників поліції та адміністрації міста Спрингфілда, він доволі корумпований, бере і часом навіть вимагає хабарі з громадян. Хабарництво стало нормою настільки, що він навіть додав напис до свого поліційного жетона: «Хабарі давати тільки готівкою». Як шеф поліції, він не один раз арештовував Гомера, та інших членів його родини, але закриває очі на діяльність мафії Товстого Тоні. В декількох епізодах Віггама звільняли за некомпетентність та корумпованість, але він щоразу повертається на свою роботу, оскільки кращого за нього знайти не можуть. На своїй посаді він часто свариться з мером Квімбі, з яким у нього безперервна боротьба за владу. Мер своєю чергою не може звільнити Віггама, оскільки той нібито має компрометувальні фотографії на нього, які він грозиться оприлюднити. До роботи Віггам відноситься дуже недбало, інколи навіть не відповідає на телефон, коли дзвонять про допомогу, або каже що помилились номером телефону. Більшість злочинів за нього розкривають інші, а він користується увагою та результатами роботи інших. В його роботі йому допомагають такі ж корумповані та некомпетентні поліцейські як і він — Едді та Лу, у яких Віггам користується незаперечним авторитетом.

## Біографія

Кленсі разом з дружиною Сарою

Однією з версій місця народження Кленсі Віггама є місто Балтімор, штату Меріленд. В декількох епізодах він згадував, що жив там зі своїм батьком Іггі Віггамом, який був ветераном Другої світової війни разом з Арні Гамблом, Шелдоном Скіннером та іншими членами підрозділу Ейба Сімпсона «Пекельні риби». Попри це, з багатьох епізодів стає ясно, що Кленсі виріс у Спрингфілді та можливо навіть був однолітком Гомера, Барні Ґамбла, Ленні Леонарда та Карла Карлсона. Ще в дитинстві він мріяв стати поліціянтом, часто грав поліціянтів та грабіжників, а в школі завжди був черговим по школі та підробляв охоронцем у Спрингфілдському університеті. За сюжетом у нього була астма і через це не міг поступити до поліційної академії, аж поки у результаті газової атаки Мони Сімпсон, спрямованої проти лабораторії біологічної зброї Монгомері Бернса, він чудом вилікувався. З цього випадку почалася його кар'єра у поліції та він віддячив Моні, коли та опинилася у скрутному становищі 20 років по тому. У 24 роки Кленсі вже став поліціянтом, а у 32 роки — начальником поліції. У декількох епізодах прозорі натяки вказували на те, що такий стрімкий злет кар'єри Віггама трапився, зокрема, завдяки його персональним якостям і привабливості, а також вмінню добре робити масажі начальству. Насправді цю посаду він отримав випадково, коли останній шеф поліції в розпачі назначив на своє місце першого, хто потрапив йому на очі. На щастя, цією людиною став Кленсі Віггам, що стало здійсненням усіх його мрій. На час серіалу йому 38 років.

## Особисті якості
Попри недбале відношення до роботи та корумпованість, шеф поліції Віггам залишається позитивною особистістю. У його характері немає суто негативних рис, він часто по доброму відноситься не тільки до мешканців міста і власної сім'ї, але й злочинців, яких він по доброті іноді відпускає на волю. У сім'ї Віггам уважний до свого сина Ральфа та дружини Сари. Кленсі завжди підбадьорює Ральфа через його негаразди у школі. Він часто допомагає Гомеру, і в багатьох сценах є визволителем Барта від злих намірів Другого Номера Боба помститися йому. Хоча витівки Віггама і не подобаються багатьом, робить він їх не по злобі, а лише тому, що робить свою роботу невдало через невігластво та некомпетентність. Попри це, Віггам впроваджує деякі нововведення в поліційній роботі, бере на роботу Маленького Помічника Санти — собаку Сімпсонів, прислуховується до корисних порад Ліси, навіть запровадив патрулювання на дельтапланах та страусах тощо. Кленсі Віггам має також певні обдарування, принаймні схильність до співів та вистав. Наприклад, він короткий час був у складі квартету разом з Гомером, Скіннером та Апу. І хоча його вигнали звідти, переодягнувшись він намагався знову потрапити до складу гурту. У в'язниці він організовував вистави за участю Мардж та Неда Фландерса, які користувалися популярністю мешканців міста.